# قصر پغمان
پغمان یکی از مناطق تفریحی و تاریخی کابل بوده که در ۲۵ کیلومتری پایتخت واقع شده است. در مرکز پغمان تپه معروفی قرار دارد که به «تپه پغمان» معروف است و یکی از بهترین مناطق تفریحی افغانستان محسوب می‌شود. بعد از اعلام روز جهانی نوروز که افغانستان در سال ۱۳۹۳ خورشیدی میزبان چشن نوروز بود، دولت تصمیم گرفت که این جشن بین‌المللی را در منطقه پغمان برگزار کند و به همین منظور این قصر را که ترکیبی از معماری سنتی و مدرن است در پغمان بنا کرد.
این کاخ سه طبقه دارد و از سنگ مرمر و چوب‌های چهار تراش کنر استفاده شده‌است و داخل آن با قالین‌های دست باف کشور مزین شده‌است.
میدان‌های پهن برای بازی کرکیت و فوتبال، یک محوطه صاف بخاطر بازی گلف، قایق‌ها و اسب‌ها می‌باشد. با وجود مصارف هنگفت، برنامه بخاطر استفاده این محل برای جشن نوروز در ساعات آخر بنابر دلایل امنیتی تغییر یافت. محل برگزاری قصر ریاست جمهوری در کابل انتخاب گردید.